# Pierre Loeb
Pierre Loeb (* 24. September 1897 in Paris; † 4. Mai 1964) war ein französischer Kunsthändler und Galerist, der sich vor allem auf den Surrealismus und die Moderne des 20. Jahrhunderts konzentrierte. 1924 gründete er die Pariser  Galerie Pierre, deren bekannteste Ausstellung die erste Gemeinschaftsausstellung der Surrealisten im folgenden Jahr war.

## Leben
Pierre Loeb arbeitete nach seiner Schulausbildung im väterlichen Seilerei-Betrieb und lernte mit dem Zahnarzt Daniel Tzanck einen Kunstsammler kennen, der ihm die moderne Kunst nahebrachte. Tsanck war befreundet mit dem bulgarischen Maler Jules Pascin sowie dem französischen Maler André Derain. 1924 eröffnete Loeb seine Galerie Pierre an der Rue Bonaparte 13 in Paris und stellte in seiner ersten Ausstellung die Arbeiten Pascins vor. In der bekanntesten Ausstellung der Galerie, La peinture surréaliste (14. bis 26. November 1925), der ersten Gruppenausstellung der Maler des Surrealismus, präsentierte Loeb Werke von Hans Arp, Paul Klee, Man Ray, Max Ernst, Pablo Picasso, Joan Miró, Giorgio de Chirico sowie André Masson.

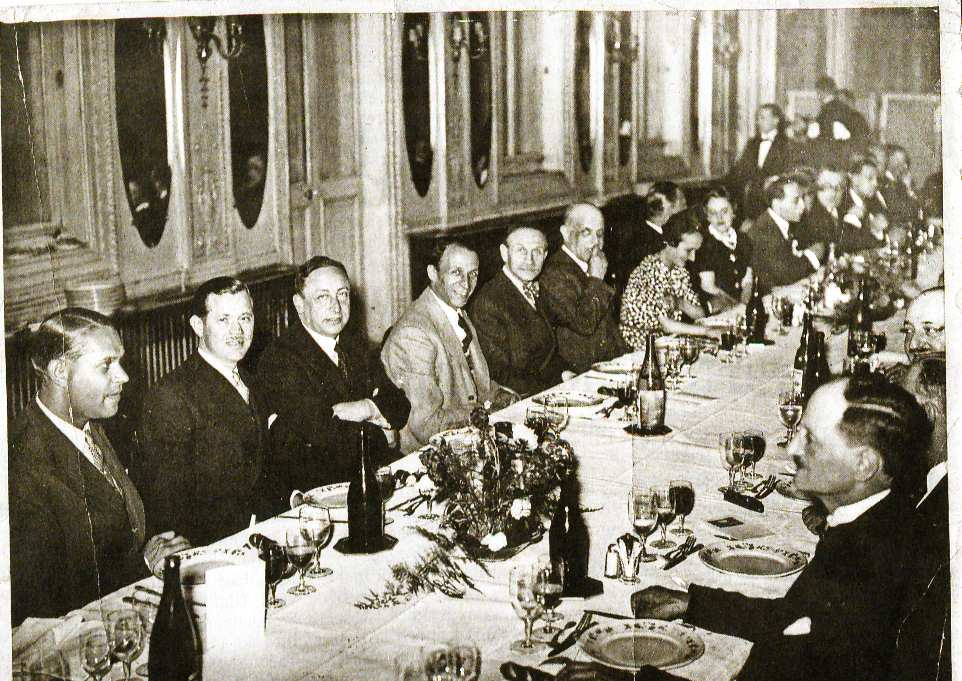
Pierre Loeb unter Kollegen, 4. von links (1938)

1926 verlegte er die Galerie in das Haus Nummer 2, ebenfalls in der Rue Bonaparte. Im selben Jahr traf Loeb sich erstmals persönlich mit Pablo Picasso, mit dem ihn später eine gute Freundschaft verband und dessen Werke er 1929 ausstellte. Daneben war er ein großer Anhänger von Joan Miró, dessen Werke er von 1927 bis 1939 elfmal ausstellte. 1930 zeigte Loeb Skulpturen von Henri Matisse, 1934 fand in der Galerie die erste Ausstellung des Künstlers Balthus und 1936 die erste Einzelausstellung Wolfgang Paalens statt. 1938 konzentrierte er sich auf die Landschaftsbilder von Georges Braque.

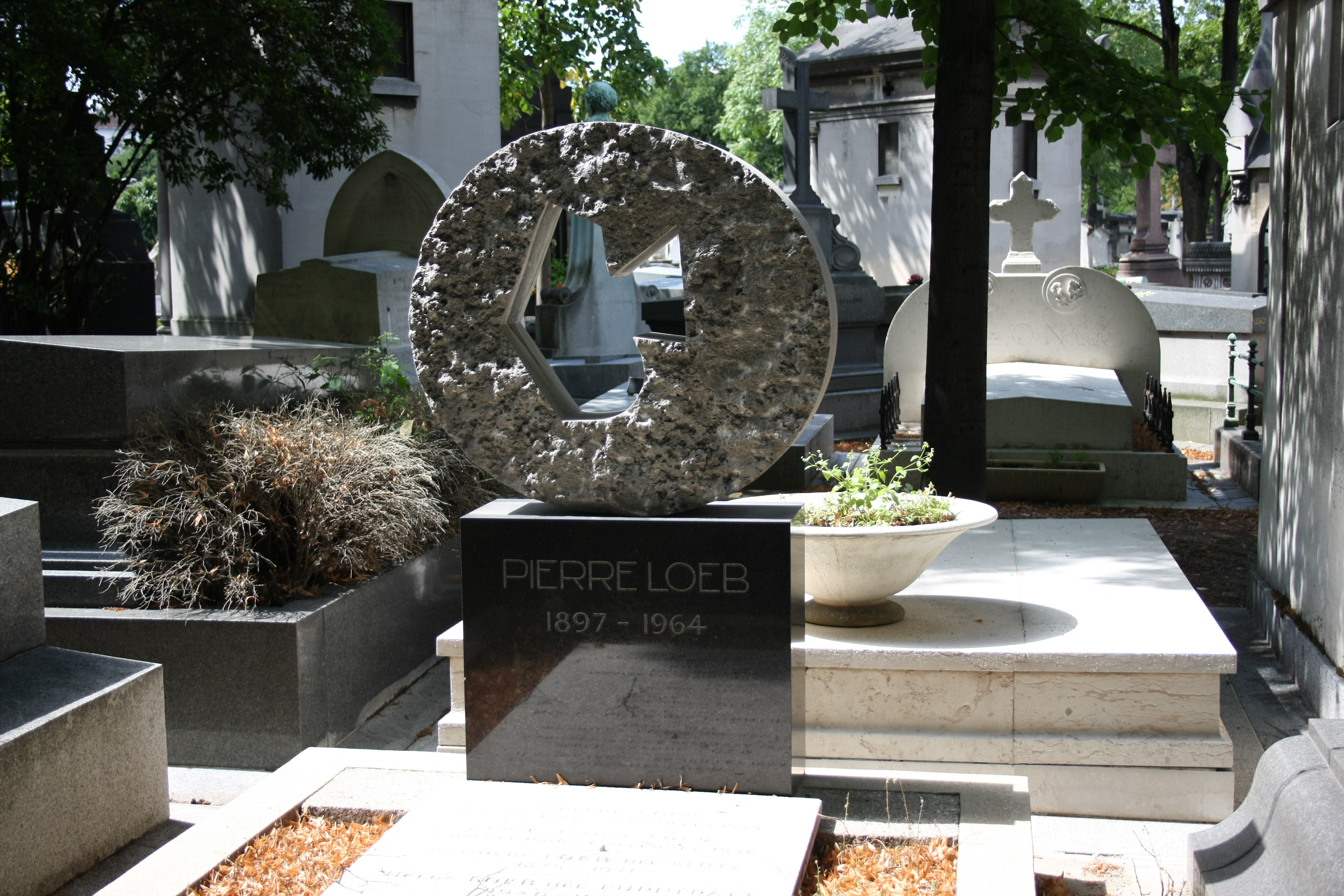
Grab von Pierre Loeb auf dem Friedhof Montparnasse in Paris mit der Skulptur La Roue von Hans Arp

Während des Zweiten Weltkrieges von 1941 bis zum Kriegsende 1945 lebte Loeb in Kuba, nach seiner Rückkehr organisierte er eine aufsehenerregende Ausstellung mit Zeichnungen von Antonin Artaud (1947). Danach konzentrierte er sich mit viel Energie auf die Abstrakte Malerei und stellte Werke der Künstlergruppe CoBrA und der École de Paris sowie von Einzelkünstlern wie Maria Helena Vieira da Silva, Zao Wou-Ki und Camille Bryen aus. 
1964 starb Pierre Loeb als einer der bekanntesten Kunsthändler und Galeristen der Moderne. Er ruht auf dem Cimetière Montparnasse (28. Division). Das Grab ziert eine La Roue (Das Rad) betitelte Granitplastik von Hans Arp aus dem Jahr 1965.

## Familie
Pierre Loeb war der Bruder der Fotografin Denise Colomb (1902–2004). Sein Sohn Albert Loeb (* 1932) besaß von 1958 bis 1971 eine Galerie in New York City und eröffnete 1966 eine bis Februar 2015 bestehende Galerie in Paris. Enkel von Pierre Loeb sind die Chansonsängerin, Schauspielerin und Regisseurin Caroline Loeb (* 1955) und der Schauspieler Martin Loeb (1959–2025).